# Propiedad cualitativa
Las propiedades cualitativas son propiedades que se pueden percibir a través de los sentidos y generalmente no se pueden medir con un resultado numérico. Se contrastan con propiedades cuantitativas que tienen características numéricas.
Algunas propiedades científicas y de ingeniería son cualitativas. Un método de prueba puede dar como resultado datos cualitativos sobre algo. Esto puede ser un resultado categórico o una clasificación binaria (por ejemplo, aprueba/falla, pasa/no pasa, conforme/no conforme). A veces puede ser un juicio de ingeniería.
Los datos que comparten una propiedad cualitativa forman una categoría nominal. Una variable que codifica la presencia o ausencia de dicha propiedad se denomina variable categórica binaria o, de manera equivalente, variable ficticia.

## En investigación científica
En investigación se considera una propiedad cualitativa cualquier propiedad cuyos datos no son recolectados mediante una medición numérica, siendo utilizadas para descubrir o afinar preguntas de investigación en el proceso de interpretación. Los datos generados se los entiende como descripciones detalladas de situaciones, eventos, personas, interacciones, conductas observadas y sus manifestaciones.

## En empresas
Algunas propiedades cualitativas importantes que preocupan a las empresas son:
- Los factores humanos. El capital de trabajo humano es probablemente una de las cuestiones más importantes que se ocupa de las propiedades cualitativas. Algunos aspectos comunes son el trabajo, la motivación, la participación general, etc. Aunque todos estos aspectos no se pueden medir en términos de criterios cuantitativos, la descripción general de ellos podría resumirse como una propiedad cuantitativa.

- En algunos casos, los problemas ambientales son cuantitativamente medibles, pero otras propiedades son cualitativas. Por ejemplo: fabricación respetuosa con el medio ambiente, responsabilidad por toda la vida útil de un producto (desde la materia prima hasta la chatarra), actitudes hacia la seguridad, la eficiencia y la producción mínima de residuos.

- Las cuestiones éticas están estrechamente relacionadas con las cuestiones medioambientales y humanas, y pueden tratarse en el gobierno corporativo. El trabajo infantil y el vertido ilegal de desechos son ejemplos de problemas éticos.

- La forma en que una empresa trata con sus accionistas (la "actuación" de una empresa) es probablemente el aspecto cualitativo más obvio de un negocio.

Aunque medir algo en términos cualitativos es difícil, la mayoría de las personas pueden (y harán) emitir un juicio sobre un comportamiento basándose en cómo se sienten tratados. Esto indica que las propiedades cualitativas están estrechamente relacionadas con las impresiones emocionales.